# Saint-Dizier-en-Diois
Saint-Dizier-en-Diois település Franciaországban, Drôme megyében. Lakosainak száma 46 fő (2022. január 1.). Saint-Dizier-en-Diois Beaumont-en-Diois, Bellegarde-en-Diois, Charens, Establet, Valdrôme és Valdoule községekkel határos.

## Népesség
A település népessége az elmúlt években az alábbi módon változott:
| Lakosok száma | 49   | 47   | 36   | 35   | 40   | 47   | 48   | 48   | 49   | 46   |
|               | 1968 | 1982 | 1990 | 2006 | 2013 | 2015 | 2017 | 2019 | 2020 | 2022 |